# Хайлайтер
Хайла́йтер (англ. highlighter, от to highlight — «подчёркивать», «выделять») — средство декоративной косметики, для создания «скульптурности» лица — высветления и выделения отдельных участков, добавления зрительного объёма, получения сияющего, свежего вида, создания эффекта светящейся кожи.
Хайлайтер не является маскирующим средством, не скрывает дефекты кожи (акне, покраснения, сыпь и т. д.). При неправильном и неумелом применении способен подчеркнуть дефекты кожи.
В состав хайлайтера входят светоотражающие частички (слюда или перламутр/пигмент). Именно они придают лицу скульптурность и блеск коже (сияние). Плотность текстуры (кремо-, геле-, порошкообразная) не оказывает существенного влияния.

## Текстура
- Рассыпчатая
- Жидкая
- Кремообразная
- Прессованная

Выпускается в виде: основ под макияж, пудр, румян,теней, стиков, кремов.
Декоративный эффект достигается не за счёт текстуры, а за счёт входящих в состав светоотражающих частиц.

## Область нанесения
- под- и надбровная дуга
- центральная часть лба
- спинка и кончик носа
- впадинка над губой
- верхняя часть скулы
- центр подбородка
- внутренний уголок глаза[1].

## Варианты использования
Используется для макияжа: вечернего, подиумного, новогоднего, авангардного, гламурного.